# Новый Крым (Крым)
Но́вый Крым (до 1948 года Ени́-Крымча́к; укр. Но́вий Крим, крымскотат. Yañı Qırımçaq, Янъы Къырымчакъ) — исчезнувшее село в Белогорском районе Республики Крым, на территории Мельничного сельского поселения (согласно административно-территориальному делению Украины — Мельничного сельского совета Автономной Республики Крым).
Селение располагалось на севере района, в степном Крыму, примерно в 2 километрах к юго-востоку от села Ударное.

## История
Крымчацкое село Ени-Крымчак (дословно — «Новый Крымчак»), судя по имеющимся данным, основано на территории Карасубазарского района во второй половине 1920-х годов, поскольку в «Списке населенных пунктов Крымской АССР по всесоюзной переписи 17 декабря 1926 года» его ещё нет, а в книге «Города и села Украины. Автономная Республика Крым. Город Севастополь. Историко-краеведческие очерки» утверждается, что в 1929 году в селе образован колхоз «Правда». На сайте «Еврейские земледельческие колонии Юга Украины и Крыма» в Карасубазарском районе записан колхоз «Ени-Крымчак», без привязки к населённому пункту. Постановлением ВЦИК от 10 июня 1937 года был образован новый, Зуйский район, в который вошло село.
После оккупации Крыма в начале Великой Отечественной войны все не успевшие эвакуироваться крымчаки были уничтожены фашистами: в январе 1942 года в сёлах Крымчак и Ени-Крымчак расстреляно 468 крымчаков. По другим данным 5 февраля 1942 года в деревню прибыл карательный отряд и в 11 часов утра расстрелял в 300 м от села 16 крымчаков, в апреле расстреляна ещё одна крымчачка.
В 1944 году, после освобождения Крыма от фашистов, 12 августа 1944 года было принято постановление № ГОКО-6372с «О переселении колхозников в районы Крыма» и в сентябре 1944 года в район приехали первые новоселы (212 семей) из Ростовской, Киевской и Тамбовской областей, а в начале 1950-х годов последовала вторая волна переселенцев из различных областей Украины. С 25 июня 1946 года Ени-Крымчак в составе Крымской области РСФСР. Указом Президиума Верховного Совета РСФСР, от 18 мая 1948 года, Ени-Крымчак был переименован в Новый Крым. 26 апреля 1954 года Крымская область была передана из состава РСФСР в состав УССР, в том же году местный колхоз включён в колхоз «За мир» с центральной усадьбой в Мельничном. После ликвидации в 1959 году Зуйского района, село включили в состав Белогорского. Упразднён, как посёлок Мельничного сельсовета в период с 1960 года, когда ещё числился в составе совета по 1968 год (согласно справочнику «Крымская область. Административно-территориальное деление на 1 января 1968 года» — с 1954 по 1968 годы).